# Niels Overweg
Niels Overweg (* 15. Mai 1948 in Amsterdam) ist ein ehemaliger niederländischer Fußballspieler und -trainer.

## Spielerkarriere

### Verein
Im Alter von neunzehn gehörte Overweg zur Saison 1967/68 zum Profikader des damaligen Eredivisie-Vertreters AFC DWS. Beim Amsterdamer Klub kam der Verteidiger in seinem ersten Profijahr zu regelmäßigen Einsätzen, gehörte aber noch nicht zum Stammkader. Erst im Folgejahr schaffte Overweg den Durchbruch und bestritt bis 1972 pro Saison immer mehr als 31 Ligaspiele. Während dieser Zeit konnte der Defensivspieler erste internationale Erfahrung sammeln und nahm mit DWS zwischen 1966 und 1968 dreimal am Messestädte-Pokal teil. Nachdem sich der Klub 1972 mit weiteren Vereinen fusionierte und zum FC Amsterdam zusammenschloss, wechselte Overweg im Sommer dieses Jahres zu Ligakonkurrent Go Ahead Eagles. Zwar war er immer Stammspieler, doch weder unter Barry Hughes oder später unter Jan Notermans gab es Erfolge. Erst mit dem Wechsel zu FC Twente Enschede tat Overweg einen wichtigen Schritt in seiner Karriere. Zwar hatte er dort mit guter Konkurrenz zu kämpfen, setzte sich aber zumeist durch. In sieben Jahren in Enschede erspielte das Team dreimal den vierten Platz in der Liga. Den größten Triumph gab es aber im KNVB-Pokal, den man 1976/77 mit 3:0 gegen PEC Zwolle gewinnen konnte. Schon zwei Jahre zuvor stand Overweg mit dem Team im Finale, musste sich aber gegen den FC Den Haag mit 0:1 geschlagen geben. International erbrachte man Aufmerksamkeit, als der FCT 1974/75 ins Finale um den UEFA-Pokal einzog. Dort traf Overweg mit seinem Team auf den deutschen Vertreter Borussia Mönchengladbach. Nach einem 0:0-Auswärtsspiel, verlor das Team vor heimischer Kulisse mit 1:5. Overweg stand in beiden Partien über die volle Spielzeit auf dem Platz. Im Sommer 1981 wechselte Overweg nach erfolgreicher Zeit bei Twente in die Eerste Divisie zu Drechtsteden'79. Nach zwei Jahren beendete er seine aktive Karriere.

### Nationalmannschaft
1975 absolvierte Overwerg unter dem damaligen Bondscoach George Knobel vier Spiele im Dress der Niederlande. Sein Debüt gab der Verteidiger am 17. Mai 1975, als er im Spiel gegen West-Deutschland zur Halbzeit für Frans Thijssen eingewechselt wurde. Das Spiel endete 1:1-Unentschieden. Bei einer 1:4-Niederlage gegen Polen, nach der Overweg stark kritisiert wurde, machte der Defensivspieler sein letztes Länderspiel.

## Erfolge als Spieler
- KNVB-Pokal mit FC Twente Enschede: 1977

## Trainerkarriere
Nach der aktiven Laufbahn ging Overweg ins Trainergeschäft über. Zwischen 1986 und 1987 trainierte er zusammen mit Hans Dorjee den niederländischen Klub Vitesse Arnheim. Nach drei Jahren Pause, betreute Overweg von 1990 bis 1993 den unterklassigen Verein Telstar aus Velsen. Im Sommer 1993 wurde er dort von Simon Kistemaker abgelöst. In der Saison 1994/95 ersetzte er vorübergehend Fritz Korbach beim SC Cambuur-Leeuwarden als Interimstrainer, wurde aber schon bald wieder von Han Berger abgelöst. Neun Jahre später war er dort nochmals als Jugendtrainer aktiv. 2006 trainierte Overweg die Amateurmannschaft von SC Franeker.

## Wissenswertes
Zusammen mit seinem ehemaligen Twente-Kollegen Kick van der Vall eröffnete Overweg einige Sportgeschäfte.